# Peter Forsberg
Peter Mattias "Foppa" Forsberg (Örnsköldsvik, 20 juli 1973) is een voormalig professioneel Zweeds ijshockeyer die in de NHL speelde.
Hij is een van twee Zweedse ijshockeyers die zowel de Stanley Cup, als het wereldkampioenschap als een olympische gouden medaille heeft gewonnen. De andere is Henrik Zetterberg, een center voor Detroit Red Wings. Hij is dan ook twee keer lid van de Triple Gold Club. Hij speelde van kinds af aan samen met Markus Näslund. Later schopten ze het allebei tot topspelers in de NHL en bij hun nationale ploeg.

## Loopbaan
Forsberg speelde junior hockey bij MODO Hockey en debuteert er in 1989. Na 23 wedstrijden bij de eerste ploeg wordt hij in 1991 geselecteerd door de Philadelphia Flyers als zesde speler van de NHL Entry Draft.
In juni 1992 haalden de Flyers Eric Lindros van de Québec Nordiques, waarbij Forsberg ingezet werd als ruilmiddel. De Nordiques lieten hem tot de zomer van 1994 in Zweden rijpen, maar omdat de NHL dat seizoen werd stilgelegd speelde Forsberg nog enkele wedstrijden in Zweden alvorens op 21 januari 1995 zijn debuut te maken in de NHL.
De franchise verliet Canada na dit seizoen voor het Amerikaanse Denver, waar de ploeg verderging onder de naam Colorado Avalanche. Dit team beleefde vervolgens met belangrijke spelers als Forsberg, Joe Sakic en Adam Foote een uiterst succesvolle periode en won in 1996 en 2001 de Stanley Cup. In het seizoen 2004-2005 lag de NHL weer stil vanwege een salarisconflict en ging Forsberg weer bij MODO spelen. Na dit seizoen beleefde Forsberg een mindere periode bij de Philadelphia Flyers, waar hij na anderhalf seizoen naar de Nashville Predators verhuisde.
In het daaropvolgende seizoen 2007-2008 was Forsberg voor een groot deel van het seizoen "free-agent". Dit kwam door zwaar blessureleed. Even leek het erop dat z'n carrière voorbij was totdat hij plotseling een eenjarig contract tekende bij de Colorado Avalanche, het team waar hij z'n grootste succes heeft behaald. In het seizoen 2008-2009 speelde Forsberg als free agent nog 3 wedstrijden voor MODO.

## Statistieken
| Seizoen | Club                | Land             | Competitie | Wed. | G  | A  |                              |
| ------- | ------------------- | ---------------- | ---------- | ---- | -- | -- | ---------------------------- |
| 1989/90 | MoDo                | Zweden           | Swe Jr.    | 30   | 15 | 12 |                              |
| 1989/90 | MoDo Hockey         | Zweden           | Elitserien | 1    | 0  | 1  |                              |
| 1990/91 | MoDo                | Zweden           | Swe Jr.    | 39   | 38 | 64 |                              |
| 1990/91 | MoDo Hockey         | Zweden           | Elitserien | 23   | 7  | 10 |                              |
| 1991/92 | MoDo Hockey         | Zweden           | Elitserien | 39   | 9  | 18 |                              |
| 1992/93 | MoDo                | Zweden           | Swe Jr.    | 2    | 0  | 3  |                              |
| 1992/93 | MoDo Hockey         | Zweden           | Elitserien | 39   | 23 | 24 |                              |
| 1993/94 | MoDo Hockey         | Zweden           | Elitserien | 39   | 18 | 26 |                              |
| 1994/95 | MoDo Hockey         | Zweden           | Elitserien | 11   | 5  | 9  |                              |
| 1994/95 | Quebec Nordiques    | Canada           | NHL        | 47   | 15 | 35 |                              |
| 1995/96 | Colorado Avalanche  | Verenigde Staten | NHL        | 82   | 30 | 86 | Stanley Cup winnaar          |
| 1996/97 | Colorado Avalanche  | Verenigde Staten | NHL        | 65   | 28 | 58 |                              |
| 1997/98 | Colorado Avalanche  | Verenigde Staten | NHL        | 72   | 25 | 66 |                              |
| 1998/99 | Colorado Avalanche  | Verenigde Staten | NHL        | 78   | 30 | 67 |                              |
| 1999/00 | Colorado Avalanche  | Verenigde Staten | NHL        | 49   | 14 | 37 |                              |
| 2000/01 | Colorado Avalanche  | Verenigde Staten | NHL        | 73   | 27 | 62 | Stanley Cup winnaar          |
| 2001/02 | Colorado Avalanche  | Verenigde Staten | NHL        | 0    | 0  | 0  |                              |
| 2002/03 | Colorado Avalanche  | Verenigde Staten | NHL        | 75   | 29 | 77 |                              |
| 2003/04 | Colorado Avalanche  | Verenigde Staten | NHL        | 39   | 18 | 37 |                              |
| 2004/05 | Colorado Avalanche  | Verenigde Staten | NHL        | 0    | 0  | 0  | Geen competitie ivm staking. |
| 2004/05 | MoDo Hockey         | Zweden           | Elitserien | 33   | 13 | 26 |                              |
| 2005/06 | Philadelphia Flyers | Verenigde Staten | NHL        | 60   | 19 | 56 |                              |
| 2006/07 | Philadelphia Flyers | Verenigde Staten | NHL        | 40   | 11 | 29 |                              |
| 2006/07 | Nashville Predators | Verenigde Staten | NHL        | 17   | 2  | 13 |                              |
| 2007/08 | Colorado Avalanche  | Verenigde Staten | NHL        | 9    | 1  | 13 |                              |
| 2008/09 | MoDo Hockey         | Zweden           | Elitserien | 3    | 1  | 2  |                              |
| 2009/10 | MoDo Hockey         | Zweden           | Elitserien | 23   | 11 | 19 |                              |
| 2010/11 | Colorado Avalanche  | Verenigde Staten | NHL        | 2    | 0  | 0  |                              |

- International Standard Name Identifier: 0000 0000 3415 8640
- Library of Congress Control Number: n98082642
- Virtual International Authority File: 65789282
- WorldCat: E39PBJdcBgFQbKddrP7cgKth73